# Simon Kulli

Bischofswappen von Simon Kulli

Simon Kulli (* 14. Februar 1973 in Pistull) ist ein albanischer Geistlicher und römisch-katholischer Bischof von Sapa.

## Leben
Simon Kulli empfing am 29. Juni 2000 das Sakrament der Priesterweihe.
Am 15. Juni 2017 ernannte ihn Papst Franziskus zum Bischof von Sapa. Am 14. September desselben Jahres wurde er von Charles John Brown, Titularerzbischof von Aquileia und Apostolischer Nuntius in Albanien, zum Bischof geweiht. Mitkonsekratoren waren der Erzbischof von Shkodra-Pult, Angelo Massafra, und der Apostolische Administrator von Prizren, Bischof Dodë Gjergji.